# 머털도사
《머털도사》( - 道士, Wizard Boy Mutterl, Taoist Meoteol)는 1989년 제작 및 방영된 대한민국의 판타지 애니메이션을 말하며, 한국의 만화가인 이두호가 1984년 잡지 《새벗》을 통하여 연재한 〈도사님 도사님 우리 도사님〉이 원작이다. 시리즈 격인 1990년 방영된 《머털도사와 108요괴》와 《머털도사와 또매》를 포함하여 모두 문화방송이 기획 및 방영하고 신원프로덕션이 제작에 함께하였다. 방영 당시 54.9%의 높은 시청률을 기록하였다. 이후 2011년에 리메이크가 결정되어 제작에 들어가 26부작 텔레비전 시리즈로 각색되어 2012년 8월 29일부터 11월 28일까지 교육방송에서 방영되었다.

## 등장인물
- 머털 (성우 안정현)

착한 스승의 제자. 우연히 자신의 머리카락에 신통력이 있음을 깨닫는다.
- 누덕도사 (성우 황일청)

남자 주인공의 선생님. 온유함이 강함을 이긴다는 지혜를 갖고 있다. 그는 그의 제자와  같이 살았다.
- 왕질악 도사 (성우 김기현)

누덕도사의  나쁜 경쟁자.  사실상 메인빌런이자 최종보스.  그의 스승을 쓰러뜨리고 착한 마을을  장악하는데 성공하지만, 그의 제자에게  돌연 배신을 당하고 그 자리에서 살해당했다.  마법이  뛰어난 그의 제자가 자기의 모습으로 변신하여 그를 살해한 것.  그의 제자에게 배신을 당해 죽임을 당하는 순간에, 그는 남자 주인공의 스승의 지혜를 깨닫고 죽는다.
- 꺽꿀이 (성우 손원일)

그의 선생님을 배신하여 그 자리에서 살해하고 나쁜 마법사를  사칭하지만 실체가 드러난다. 결국 머털을 상대한 마법대결에서   패배하여 비참한 최후를 맞이한다.
- 묘선 (성우 성유진)

왕질악 도사의 외동딸. 머털의 여자친구. 영리한 그녀는  꺽꿀이의
행동을 보면서 어렴풋이 이상하다고 생각했다. 나쁜 마법사는 가정교육을 엄격하게 하여,밥상에서는 그녀의 아버지가 먼저 드셔야 그녀가  먹도록 했다. 그런데 나쁜 남자는 독살을 우려하여 그녀가 먼저 먹게 했던 것. 나쁜 남자가 남자 주인공을 상대로  마법대결에서   패배한 후, 그녀는 남자 주인공과  함께 중국풍 옷이 아닌 검소한 옷을 입고 구름을 타고 착한 마을로 간다. 
- 맹또매 우문희

남자 주인공과 소년 편에 나오는 인물로 남자 주인공의 제자다. 말썽꾸러기였으나 남자 주인공의 가르침을 받고 행동을 고쳐서 착한 아이가 된다.
- 방실이:  송도영

남자 주인공과   착한 아이 편에 나오는 인물.
- 다른 소년 성우 이인성

남자 주인공과  착한 아이 편에 나오는 인물.

## 배경 장소
- 누덕 마을
- 질악 마을

## 주제곡
- 여는곡 : 머털도사 여는곡

## 제작진

### 머털도사
- 기획: 황선길
- 원작: 이두호
- 감독: 염우태
- 극본: 김주인
- 배경음악: 마상원
- 음악: 유병일
- 효과: 윤덕영, 이준성
- 녹음기술: 이정식, 김인홍
- 필름보정: 남정우
- 컴퓨터 그래픽: 이인재
- 타이틀 디자인: 채정수
- 애니메이션 제작: ㈜신원동화
- 콘티: 김주인
- 제작진행: 박민호
- 미술감독: 최용대
- 배경:  김용성
- 캐릭터·원화작감: 송진영
- 원화: 손종진, 유희정, 문동연, 김일
- 동화작감: 김계숙
- 동화: 홍정표, 이안나, 김두현, 홍준선
- 선화: 윤영란, 윤재복
- 채화: 권현숙, 공덕회, 백춘화, 김복형
- 파이날체킹: 민경조
- 편집: 주광등, 황금봉
- 촬영: 유승덕, 남정수
- 현상: 영화진흥공사
- 제작: MBC

### 머털도사와 108요괴
- 기획: 황선길, 이용석
- 원작: 이두호
- 극본: 김주인
- 애니메이션 제작: (주)신원프로덕션 유성웅
- 감독: 염우태
- 미술감독: 최용대
- 제작진행: 박민호
- 음향효과: 윤덕영, 이준성, 김홍식
- 작화감독: 손진영
- 파이날체킹: 민경조, 사동선
- 배경음악: 마상원
- 음악효과: 이춘화
- CG: 임경수
- 원화: 백남열, 오종환, 성백엽, 이명섭, 손종진
- 동화작감: 한요한, 김두현
- 동화: 이성녕, 김형일, 이영은
- 선채: 권현숙, 이희수
- 타이틀: 백성흠
- 텔레시네: 남정우
- 촬영: 이성우, 유승덕
- 편집: 주광등
- 현상: 영화진흥공사
- 제작: MBC

## 2012년 리메이크판 TV 시리즈

### 등장인물
- 남자 주인공 : 성우 홍소영

착한 마법사의 제자.
- 착한 마법사 : 성우 설영범

남자 주인공의  스승. 그는 항아리 안에 갇혀있다가 풀려났다.
- 나쁜 마법사 성우 성완경

그녀의 아버지. 그는 결국 그의 제자에게 배신을 당해 세상을 떠났다. 
- 나쁜 마법사의 제자 성우 전태열

나쁜 마술사의  제자. 그는 나쁜 마법사의  딸의 분노와 복수로 항아리에 갇혀 죽었다.
나쁜 마법사의 딸 성우 박선영
나쁜 마법사의  외동딸. 남자 주인공의 여자친구.
그녀는 성격이 착하지만, 그녀가 분노하면 무서워진다.  
- 착한 요괴 성우 양정화

그녀를 수행해주는 비서. 
- 잠만용 : 성우 전태열

그에게 마술사가  선물해준 용.
마술사 성우 엄상현
남자 주인공에게 용을 선물해준 남자. 
- 착한 여자: 성우 김은아

사막부족의 여왕이고 마법을 씀. 남자 주인공의 친구. 그와  사랑을 하는 듯. 
- 잘생긴 남자 성우 신용우

물을 이용한 마법을 씀. 남자 주인공의 친구. 그녀와 사랑을 하는 듯
- 착한 남자  성우 엄상현

바람을 이용한 마법을  씀. 남자 주인공의 일행을 도와줌

### 오리지널 사운드 트랙
| #  | 제목                                        | 작사   | 작곡                 | 재생 시간 |
| -- | ------------------------------------------- | ------ | -------------------- | --------- |
| 1. | 〈머털도사 탈도사 (Opening Title)〉 (재현)  | 유현주 | 이윤재, 정마태(편곡) |           |
| 2. | 〈바람 부는 어느 날 (Ending Title)〉 (연진) | 유현주 | 송준석               |           |

### 제작진
```
그녀는 대한민국의 책임프로듀서이다. 
```

- 프로듀서: 박정민, 김래경
- 원작: 이두호
- 기획/책임프로듀서: 유정주
- 감독: 유성웅
- 제작 프로듀서: 류채화
- 시나리오: 오정은
- 스토리보드: 이학빈, 송정률, 김주인
- 캐릭터 디자인: 유성웅, 이학빈
- 배경미술감독: 오응환
- 애니메이션 제작 책임: (주)꽃다지
- 애니메이션: 김은철, 김용성
- 원화연출: 이학빈, 허성만
- 원화: 이학빈, 허성만, 이범길, 김재우, 이웅현, 김관식, 유승렬, 조성옥, 윤정만, 이상완, 강현국, 홍영덕, 김왕엽
- 원화책임: 김은하, 박명희, 김정희
- 동화: 박문희, 하수정, 백선일, 현정은, 김은주, 백재원, 손재형, 최경선, 박명옥, 우미현, 김옥주, 박미정, 김수현, 이나금, 차지은, 권혜미, 최정화
- 동화책임: 김유중, 박인정, 김선우
- 배경: 하성욱, 서정우, 한문중, 장승환, 남상협, 한대건, 김아름, 김수진
- 컬러책임: 안미현
- 컬러: 김규동, 정다운, 배남례
- 촬영: 권오중, 황재환, 원재형, 박민수, 박은정
- 진행: 윤소상, 이애경, 함유진
- 이노픽스: 이성진
- 원화연출: 이성진, 백지현, 김형태,원종필
- 원화: 권오식, 송유방, 이광선, 이동규, 이용관, 임채길, 정주왕
- 원화책임: 김은하, 박명희
- 동화: 강정실,김자연,나민혜,박미라,서미경
- 동화책임: 나명자
- 배경: 최성욱, 김현수
- 컬러: 이영미, 여소영, 장영주, 장인수
- 촬영: 김호진, 김민지, 이의연, 노봉용
- 오프닝 스토리보드: 스튜디오 고인돌
- 앤딩 일러스트: 임영지
- 애니메이션 제작 협력: 이노픽스 에이플린 스튜디오
- 제작지원: 한국콘텐츠진흥원, 동국대학교 산학협력단, 완주군
- 출력: 동국대학교 영상제작센터
- 테크니컬 매니저: 서승현, 강경남, 정승은, 남원희
- 사운드/음악: (주)리데
- 스코어 음악 작곡/편곡: 김지은, 정희구, 임정업, 권회창
- 기타연주: 정기송
- 사운드 슈퍼바이저/음악감독: 김지은
- 믹싱: 정희구
- 더빙: 정희구, 방승인
- 사운드 이펙트: 방승인, 성광현, 김희태, 안기성
- 오프닝곡 작곡/편곡: 이윤재, 정마태
- 오프닝곡 작사: 유현주
- 오프닝곡 노래: 재현
- 오프닝곡 랩: 코준
- 오프닝곡 코러스: 강태우
- 오프닝곡 아이들 코러스: 노아(노래하는 아이들)
- 엔딩곡 작곡/편곡: 송준석
- 엔딩곡 노래: 연진
- 엔딩곡 작사: 유현주
- 음향: 김필수
- 기술감독: 김남호
- 기획: EBS
- 제작: (주)꽃다지, EBS

### 방영목록
| 회차 | 부제                    | EBS 방송일       |
| ---- | ----------------------- | ---------------- |
| 1회  | 탈도사의 탄생           | 2012년 8월 29일  |
| 2회  | 탈도사, 활화령과 맞서다 | 2012년 8월 30일  |
| 3회  | 쇠를 먹는 불가사리      | 2012년 9월 5일   |
| 4회  | 눈물을 먹는 떠리        | 2012년 9월 6일   |
| 5회  | 초대받지 않은 손님      | 2012년 9월 12일  |
| 6회  | 공포의 개구리           | 2012년 9월 13일  |
| 7회  | 생각을 모으는 피리      | 2012년 9월 19일  |
| 8회  | 흑구의 정체             | 2012년 9월 20일  |
| 9회  | 하늘도사를 찾아서       | 2012년 9월 26일  |
| 10회 | 머털이의 변신           | 2012년 9월 27일  |
| 11회 | 환각의 마을             | 2012년 10월 3일  |
| 12회 | 꿈의 봉인               | 2012년 10월 4일  |
| 13회 | 바다소년 해우           | 2012년 10월 10일 |
| 14회 | 물의 도술               | 2012년 10월 11일 |
| 15회 | 사막의 아이             | 2012년 10월 17일 |
| 16회 | 바람의 아이들           | 2012년 10월 18일 |
| 17회 | 첫 번째 관문            | 2012년 10월 24일 |
| 18회 | 지혜의 관문1            | 2012년 10월 25일 |
| 19회 | 지혜의 관문2            | 2012년 10월 31일 |
| 20회 | 대결!                   | 2012년 11월 1일  |
| 21회 | 생존의 관문             | 2012년 11월 7일  |
| 22회 | 사라진 해우와 사비      | 2012년 11월 14일 |
| 23회 | 최후의 관문             | 2012년 11월 15일 |
| 24회 | 재앙                    | 2012년 11월 21일 |
| 25회 | 해방                    | 2012년 11월 22일 |
| 26회 | 시작과 끝               | 2012년 11월 28일 |

## 같이 보기
- 이두호